# Булыгин, Михаил Игнатьевич
Михаил Игнатьевич Булыгин (1919—1944) — советский лётчик-истребитель, младший лейтенант, погибший в концентрационном лагере Дахау при попытке осуществить массовый побег.

## Биография
Михаил Булыгин родился в 1919 году в деревне Лужки (ныне Лев-Толстовский район Липецкой области). Вместе с семьёй переехал в Москву. Жил на улице Потылиха, 68. С 1931 по 1938 год учился в средней школе № 74 Киевского района (Воробьёвское шоссе, 75; снесено). 
В январе 1941 года был призван в Красную армию. В годы Великой Отечественной войны служил в 821-м истребительном авиационном полку, несколько раз был ранен. Был сбит и попал в немецкий плен. Находясь в концентрационном лагере Дахау под Мюнхеном, принимал участие в деятельности подпольной организации «Братский союз военнопленных» (БСВ). Был убит 24 апреля 1944 года при попытке осуществить массовый побег военнопленных.

## Память
В 1964 году на фасаде школы № 74 была установлена мемориальная доска из белого мрамора с текстом:
Здесь учился Булыгин Михаил Игнатьевич. 1931―1938. Член подпольной организации Б.С.В. в концлагере «Дахау». Героически погиб в 1944 году.
Лучший пионерский отряд школы носил имя Михаила Булыгина. В классе, где он учился, создавался музей. Во дворе школы планировалось установить памятник Михаилу Булыгину.
Когда для школы № 74 было построено новое здание (улица Пырьева, 11), мемориальная доска была перемещена туда.
У мемориальной доски периодически проходят памятные акции, посвящённые Великой Отечественной войне.